# Royal Leamington Spa
Royal Leamington Spa (også kaldtet Leamington Spa eller blot Leamington) er en kurbadsby midt i Warwickshire i England. Ifølge statistik fra 2001 har byen 45.114 indbyggere. Byen er opkaldt efter floden Leam, der løber gennem byen. Leamington ligger meget tæt på træet Midland Oak, som markerer midten af England.
Leamington er den største by i den sydlige halvdel af Warwickshire (kommunen er næsten delt på midten af Coventry, som i dag hører under West Midlands). Byen er delt op i nord og syd af floden Leam, som nu og da kan gå over sine breder (en temmelig kraftig oversvømmelse hændte i påske 1998). Byen udvider hurtigt, især mod syd. Der er kun lidt industri i byen (og stort set ingen tung industri), og dette ligger i den sydlige ende af byen, langs ruten ned til M40. Mange af byens indbyggere er pendlere til Coventry (cirka 10 mil nord for) og Birmingham (cirka 25 mil nordvest).
Leamington er kendt for sine haver og parker, især Jephson Gardens, tæt ved Royal Pump Rooms og lige ved siden af floden Leam. Denne park blev svært beskadiget ved oversvømmelserne i 1998, men er sidenhen blevet restaureret, og endda forbedret ved hjælp af penge fra det engelske nationallotteri. På den anden side af floden Leam, på Priory Terrace tæt ved Parish Church, finder man en beddingsophaling ned til floden fra 1800-tallet, bygget specifikt til at lokale cirkuselefanter kunne komme til at drikke af flodens vand. Byens hovedgade hedder The Parade, hvor man finder handelscenteret Royal Priors såvel som mange butikker, restauranter, og pubs.
Et stort antal studenter og ansatte ved University of Warwick er bosat i Leamington, hvilket gør, at byen har et godt natteliv, med mange barrer og restauranter, der strækker sig lige fra de billigste til de ekstravagant.
Der findes en stor del Georgiansk og tidlig Victoriansk arkitektur i byen, deriblandt mange Georgianske villaer, som giver Leamington et noget storslået præg. Byens vækst har gjort, at den stort set er vokset sammen med byen Warwick.

## Historie
Leamington er en relativt moderne by, der knap nok eksisterede før 1800-tallet. Indtil denne tid var Leamington en lille landsby, der blev kaldt Leamington Priors for ikke at blive forvekslet med en anden nærliggende landsby, Leamington Hastings. Byen bliver først nævnt i domesday-bogen i 1086 som Lamintone. Byen hørte til under Kenilworth Priory i over 400 år.
Leamington var nok forblevet en lille landsby, havde man ikke genopdaget de såkaldte helende kræfter af kurvand. Den første kilde i byen blev opdaget i 1784 af William Abbott og Benjamin Satchwell, og der gik ikke længe, før man var i gang med at udvikle byen. I begyndelsen arbejdede man kun på den sydlige bred af floden Leam, men efter et stykke tid begyndte man at udvide nordpå, forbi floden.
I 1814 åbnede Royal Pump Rooms and Baths tæt ved floden Leam. Denne storslåede bygning lokkede mange folk til byen, med håb om at de salte spa-vande ville lindre deres forskellige smerter og piner. Her så man også den første moderne tyngdekraftsdrevne varmvandsrøranlæg taget i brug, efter design af ingeniøren William Murdoch. Leamington blev hurtigt til et attraktivt kursted, som gjorde, at mange af datidens rige og ædelige flyttede til byen, og mange af de Georgianske bygninger man ser i byen i dag er fra denne tid.
Leamingtons ry blev ved med at vokse, og byen blev omdøbt fra Leamington Spa til Royal Leamington Spa i 1883, efter et besøg af dronning Victoria, hvis statue stadig står i byen. Denne statue blev næsten totalskadet af en tysk bombe under 2. verdenskrig, og flyttede sig faktisk en tomme hen ad dens sokkel. Den er stadig ikke blevet flyttet tilbage til hvor den stod før krigen.
Funktionen af Pump Rooms har skiftet en del gange i historiens løb. Oprindeligt var det selvfølgelig et spabad, og fra perioden mellem 2. verdenskrig og 1996 blev den brugt som lægeanstalt. I 1996 blev den endelig lukket af kommunen, og den blev kort derefter genåbnet som kulturcenter. I dag huser den Leamingtons kunstgalleri, et museum, såvel som et bibliotek, en café og et turistkontor. Man kan stadig få lov at smage kurvand i museet, men det siges at være udrikkeligt.
Midt i 1800-tallet gik kurbade af mode, og selv om Leamington led en mindre finansiel krise, blev byen et populært tilflyttested for rige pensionister, såvel som den velstillede del af middelklassen, der var i færd med flytte ud af de hurtigt voksende storbyer Coventry og Birmingham. De penge, som de nye tilflyttere bragte til byen, gjorde, at man begyndte at udvikle Leamington som et handelscenter.
I 1901 var Leamingtons indbyggertal vokset fra et par hundrede til 27.000, og i løbet af 1900-tallet voksede dette videre til over 45.000.
Leamington er vokset til i dag at indeholde landsbyerne Lillington og New Milverton (selv om Old Milverton stadig ligger lige uden for byen) mod nord. Sydenham, et knapt så fint område med mere moderne huse, er en større forstad mod syd.
Verdens første tennisklub blev grundlagt i Leamington i 1872 lige bag det forhenværende Manor House Hotel. Det var i Leamington Tennis Club i 1874 at de moderne regler til lawn tennis blev tegnet.

## Kultur
I over 25 år har man hvert år holdt et Peace Festival – en hyldest til alternativ kultur – ved Pump Rooms. En klassisk musikfestival blev også holdt i Leamington hvert år indtil 2005, da Warwick Arts Society ikke længere kunne finansiere dette.
Byen bliver tit kaldt for Leam af de lokale, og det er en generel holdning, at byen er splittet nord/syd. Den nordlige halvdel af Leamington huserer de finere kvarterer, hvorimod syd-siden primært er opbygget af mindre, billigere huse, mange af hvilken er beboet af studenter fra University of Warwick.
Leamington har også et meget aktivt musikliv, og man kan høre lokale grupper spille i diverse barer rundt omkring i byen de fleste aftner. Den Leamington baserede gruppe Nizlopi kom ind på UK singles chart som nummer et, med The JCB Song. Der findes to teatre i Leamington, såvel som to biografer.

## Transport
Leamington er tæt på motorvejen M40, som forbinder Birmingham med London. A46 vejen forbinder også Leamington med Coventry.
Hvad angår togforbindelser, så ligger Leamington station på Chiltern Main Line, som kører mellem Birmingham (Show Hill) og London (Marylebone). Hurtigtoge bliver på den rute kørt af Chiltern Railways. Derudover kører Central Lines lokaltoge til Birmingham og videre til Worcester. Der går også jernbane fra Leamington til Coventry, som bliver brugt af Virgin Trains togene til Oxford og Reading mod syd, og Birmingham (New Street), Manchester, Newcastle og Edinburgh mod nord.
En gammel kanal, Grand Union Canal, løber også gennem Leamington, men den er ikke længere i brug.

## Nærliggende byer
- Warwick – 2½ mil vest (er vokset sammen med Leamington)
- Whitnash – 2 mil syd
- Cubbington – 2 mil nordøst
- Kenilworth – 4½ mil nord
- Stratford-upon-Avon – 11 mil sydvest
- Rugby – 15 mil nordøst

52°17′30″N 01°32′15″V / 52.29167°N 1.53750°V